# 54俱樂部

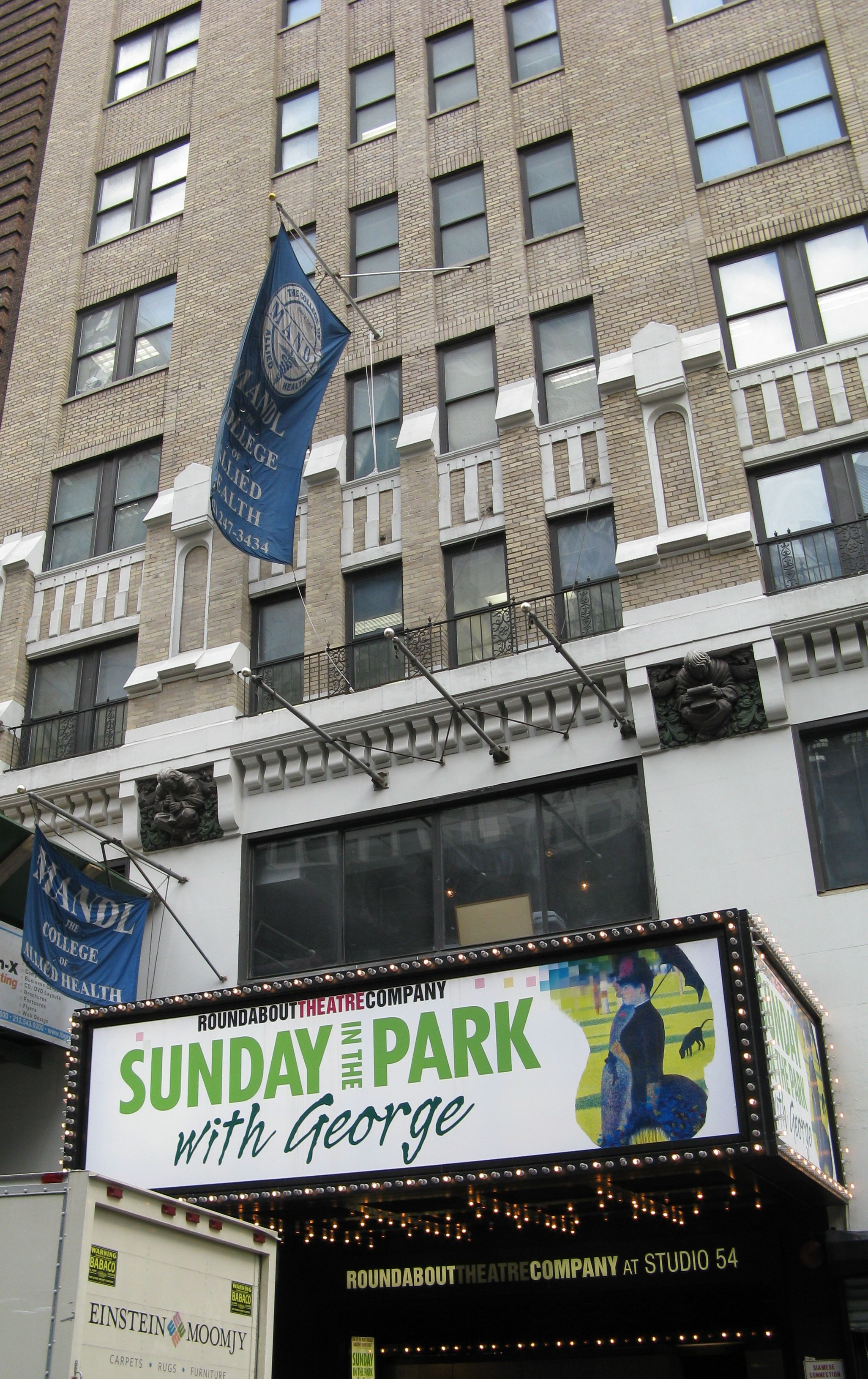
54俱樂部舊址

54俱樂部（Studio 54），是1970年代在美國紐約市的傳奇俱樂部。也是美國俱樂部文化、夜生活文化等的經典代表。1977年4月16日成立，在1979年12月關閉。由史提夫·盧博Steve Rubell和伊恩·施拉格Ian Schrager所開立。
54俱樂部的傳奇與史提夫·盧博是分不開的，史提夫相當擅於組織名流聚集、充滿無名美女的喀藥狂歡派對，他使用工作室（Studio）這個字是沿用了原建築本為小型破落劇場的說法；54則是來自於此俱樂部的地址（紐約市曼哈頓，西54街254號）。
54俱樂部的舞廳室內設計也相當使人津津樂道，是當今迪斯可舞廳的室內設計始祖之一，充滿了懸空的內部陽台，並不時有火辣的舞者在其中跳舞，而地板則裝飾著月亮中人側臉的描繪，其中臉的前方還公然的有古柯鹼用匙，匙中的古柯鹼以閃爍燈泡代替。。
在54俱樂部的全盛時期，它逐漸成為了一種名流指標和午夜音樂跳舞俱樂部文化的強烈代表。據知它也是打開異性戀與同性戀明顯限制的早期俱樂部之一。1979年54俱樂部的關閉原因則是因兩位創辦人違法逃稅之故，被警方逮捕，無暇再管理俱樂部就因此關閉了。
1998年曾以54俱樂部為背景、拍攝了一部電影（54），2004年則有《王牌大賤諜3夠Man吧！》（Austin Powers in Goldmember）這部喜劇以54俱樂部為電影背景藍圖。
對美國音樂文化來說，54俱樂部也是相當重要的地下音樂推廣者之一。目前的54俱樂部所在已成為百老匯音樂劇的劇場。

## 外部連結
- 54俱樂部簡史-英文
- 音樂劇Cabaret 54